# 프란츠 메르텐스
프란츠 카를 요제프 메르텐스(독일어: Franz Carl Josef Mertens, 1840년 5월 20일 ~ 1927년 5월 5일)는 독일의 수학자이다. 프로이센 왕국 포젠 대공국의 슈로다(독일어: Schroda, 오늘날 시로다비엘코폴스카 폴란드어: Środa Wielkopolska)에서 태어나고 오스트리아 빈에서 죽었다.
그는 메르텐스 함수 M(x)를 수론적 함수 이론에서 뫼비우스 함수에 대한 부분합 함수라고 정의했다. 그 값의 증가가 x1/2의 유계를 가지는 것 같다고 제시한 메르텐스 추측은 리만 가설을 암시할 수 있지만, 나중에 틀린 것으로 밝혀졌다. 마이셀-메르텐스 상수는 오일러-마스케로니 상수 γ 와 유사한데, 다만 조화급수 합을 모든 정수에 대해서가 아니라 모든 소수에 대해서만 계산하고 로그도 한 번이 아니라 두 번을 취한다는 점에서 다르다.
또한 그는 1874년에 π와 e와 γ의 관계를 보여주는 다음의 적분 공식 및 곱셈 형태를 발견했다.
{\displaystyle \int _{0}^{\infty }e^{-x}\ln ^{2}xdx={\frac {\pi ^{2}}{6}}+\gamma ^{2}}
{\displaystyle \lim _{n\to \infty }\ln n\prod _{p<n}\left(1-{\frac {1}{p}}\right)=e^{-\gamma },}
{\displaystyle \lim _{n\to \infty }{\frac {1}{\ln n}}\prod _{p<n}\left(1+{\frac {1}{p}}\right)={\frac {6e^{\gamma }}{\pi ^{2}}}}
특히 두 번째 공식은 메르텐스의 제 3정리라 불린다.

## 같이 보기
- 코시 곱